# 拉斯普盧馬斯
43°43′S 67°15′W / 43.717°S 67.250°W

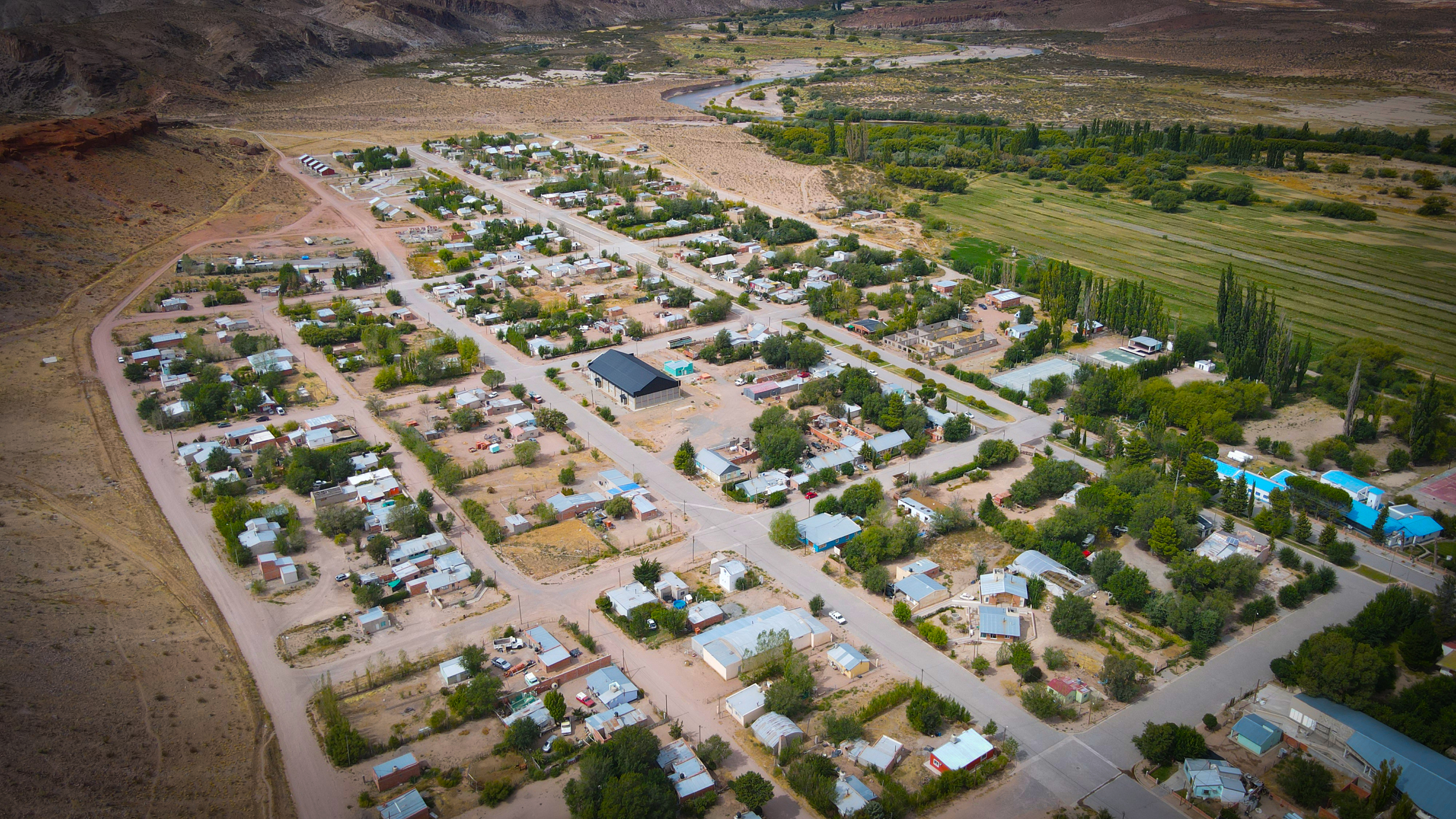
拉斯普盧馬斯

拉斯普盧馬斯（西班牙語：Las Plumas），是阿根廷的城鎮，位於該國中部丘布特省，是馬蒂雷斯縣的首府，處於巴塔哥尼亞地區，始建於1921年，海拔高度280米，2001年人口605。